# Буртаковка
Бурта́ковка (рос. Буртаковка, башк. Буртаковка) — присілок у складі Мечетлінського району Башкортостану, Росія. Входить до складу Алегазовської сільської ради.
Населення — 248 осіб (2010; 289 в 2002).
Національний склад:
- росіяни — 45 %
- башкири — 35 %